# Умаров, Осман Рамазанович
Осма́н Рамаза́нович Ума́ров (азерб. Osman Ramazanoviç Umarov; 10 февраля 1990, Махачкала, РСФСР) — азербайджанский и российский футболист, вратарь.
В 2007 году принял гражданство Азербайджана. Выступал в составе юношеских сборных Азербайджана до 17 лет и до 19 лет и молодёжной сборной Азербайджана. Приглашался в национальную сборную

## Клубная карьера
С 2007 года защищает цвета команды азербайджанской премьер-лиги — «Карабах» Агдам. Выступал также в клубах «Анжи» и «Шахдаг» (Кусары).

## Сборная Азербайджана
В составе молодёжной сборной Азербайджана выступал под № 12. Был призван также в состав национальной сборной Азербайджана на товарищеский матч с Албанией, который состоялся 19 ноября 2008 года в Баку.
С 25 февраля по 3 марта 2007 года в составе юношеской сборной Азербайджана до 17 лет провёл учебно-тренировочные сборы в российском городе Крымск.
10 октября 2009 года Осман Умаров в матче против молодёжной сборной Австрии на 87-й минуте был удален за удар игрока соперника в собственной штрафной. До этой минуты азербайджанцы вели со счётом 1-0. В итоге австрийцы взяли верх: 2-1.

## Завершение карьеры
После окончания сезона 2013-2014 Осман Умаров принял решение завершить игровую карьеру. Это связано с тем, что в последние несколько лет он не попадал в основной состав команды.

## Достижения
- 2009 — обладатель Кубка Азербайджана по футболу в составе клуба «Карабах» (Агдам).[14]
- 2014 — чемпион Азербайджана в составе клуба «Карабах»